# Cord Drögemüller
Cord Drögemüller (geb. 1970) ist ein deutsch-schweizerischer Veterinärmediziner. Er lehrt und forscht als außerordentlicher Professor am Institut für Genetik der Universität Bern.

## Leben
Cord Drögemüller stammt aus Scharnhorst im niedersächsischen Landkreis Celle. Er studierte Veterinärmedizin an der Tierärztlichen Hochschule Hannover (TiHo) und wurde 1998 am dortigen Institut für Tierzucht und Vererbungsforschung mit einer Arbeit Einfluß der Genomregion des Östrogenrezeptor-Gens auf die Wurfgröße in einer Zuchtsauenherde der Deutschen Landrasse zum Doktor der Tiermedizin (Dr. med. vet.) promoviert.
2001 wurde er Fachtierarzt für Molekulargenetik und Gentechnologie und 2004 zum Juniorprofessor für Molekulare Pathogenetik an der TiHo berufen. 2006 habilitierte er sich im Fach Tierzucht und Genetik mit einer Schrift zum Thema Molekulare Pathogenetik der anhidrotischen ektodermalen Dysplasie beim Rind. Im selben Jahr wechselte Drögemüller ans Institut für Genetik der Universität Bern. Hier war er zunächst als Oberassistent tätig, ehe er 2009 Assistenzprofessor und 2012 zum außerordentlichen Professor für Tiergenetik berufen wurde.

## Forschungstätigkeit
Drögemüllers Schwerpunkt liegt in der molekulargenetischen Ursachenforschung von Erbkrankheiten und anderen erblichen Merkmalen bei Haus- und Nutztieren. Durch die Aufklärung molekularer Ursachen von monogenen Erbdefekten, beispielsweise der Mikrophthalmie beim Texelschaf, der Glasknochenkrankheit bei Teckeln, der Haarlosigkeit bei Hunden oder der Arachnomelie beim Rind sowie der Entwicklung geeigneter gendiagnostischer Verfahren hat er international zur Verbesserung der Tiergesundheit bei unterschiedlichen Haus- und Nutztierarten beigetragen. Seine Studien zur Farbvererbung bei Rindern, beispielsweise der Blüem-Färbung beim Braunvieh, dem weißen Gurt beim Braunvieh, Lakenvelder und Belted Galloway oder bestimmter Farbmuster bei Hunden liefern neue Einblicke in die Funktion von Genen und damit auch wichtige Impulse für die biomedizinische Grundlagenforschung und die Humanmedizin. Drögemüllers Arbeiten zur Sequenzierung der Genome einzelner Tiere mit seltenen Erkrankungen im Rahmen der Präzisionsmedizin erlauben genauere Diagnosen und liefern somit die Grundlage für die Suche nach maßgeschneiderten translationalen Therapieoptionen.
Drögemüllers Forschungsergebnisse wurden in wissenschaftlichen Fachzeitschriften wie Science oder Nature publiziert. Bei scholar.google.ch sind 560 wissenschaftliche Veröffentlichungen mit 9.172 Zitierungen registriert (h-Index 50; Stand Mai 2024).

## Mitgliedschaften
- International Society for Animal Genetics
- 1000 Bull Genomes Project
- International Sheep Genome Consortium
- International Goat Genome Consortium[13]
- Schweizerische Vereinigung für Tierwissenschaften
- Gesellschaft Schweizer Tierärzte und Tierärztinnen

## Auszeichnungen
- 2011: Förderpreis der H. Wilhelm Schaumann Stiftung[14]
- 2023: Hermann-von-Nathusius-Medaille der Deutschen Gesellschaft für Züchtungskunde (DGfZ)[15]

## Publikationen (Auswahl)
- Danika L. Bannasch, … Cord Drögemüller, Gregory S. Barsh, Tosso Leeb: Dog colour patterns explained by modular promoters of ancient canid origin, in: Nature Ecology & Evolution, 12. August 2021, doi:10.1038/s41559-021-01524-x.
- Drögemüller C. et al.: A mutation in hairless dogs implicates FOXI3 in ectodermal development. Science. 2008. PMID 18787161
- Drögemüller C, Rüfenacht S, Wichert B, Leeb T.: Mutations within the FGF5 gene are associated with hair length in cats. Anim Genet. 2007 Jun; 38(3): 218-21. doi:10.1111/j.1365-2052.2007.01590.x. Epub 2007 Apr 13. PMID 17433015
- Keith Durkin, Wouter Coppieters, Cord Drögemüller et al.: Serial translocation by means of circular intermediates underlies colour sidedness in cattle. Nature. 2012 Feb 1; 482(7383): 81-4. doi:10.1038/nature10757.